# 24-Stunden-Rennen auf dem Nürburgring 1996

Streckenführung für das 24-Stunden-Rennen ab 1995

Das 24. 24-Stunden-Rennen auf dem Nürburgring fand vom 15. auf den 16. Juni 1996 auf dem Nürburgring statt.

## Rennergebnis
Der Rennsieg 1996 ging an die Scuderia Augustusburg Brühl e. V. im ADAC mit Johannes Scheid, Sabine Reck und Hans Widmann. Das Team fuhr auf einem BMW M3, den Scheid für das Rennen mit einem im Werk ausgeliehen Gruppe-A-Motor ausrüstete. Mit Peter Bonk, Michael Bonk und Wolfgang Ganteführ auf dem zweiten sowie Michael Tischner, Matthias Tischner und Wilfried Thal auf dem dritten Platz gab es beim 24-Stunden-Rennen einen Dreifachsieg für den M3 von BMW. Insgesamt platzierten sich sechs M3 auf den ersten sieben Plätzen, lediglich der Opel Astra GSi der Mühlner Motorsport GmbH mit Wolfgang Savelsbergh, Heinz Josef Bermes und Ludwig Hölzl auf dem vierten Rang konnte sich noch zwischen die BMWs schieben.
Die Sieger fuhren 135 Runden und 3423,47 km. Von den 140 gestarteten Fahrzeugen wurden 85 gewertet.

## Streckenführung
Seit dem Umbau der Strecke im Jahr 1983 wurde das 24-Stunden-Rennen am Nürburgring auf einer Kombination aus Nordschleife und Grand-Prix-Strecke ausgetragen.

## Besonderheiten
1996 war das erste Jahr, in dem eine Frau das 24-Stunden-Rennen am Nürburgring gewinnen konnte. Sabine Schmitz (damals verheiratete Sabine Reck), die 1997 das Rennen ein zweites Mal gewinnen konnte, ist bis heute die einzige Frau, die beim 24-Stunden-Rennen am Nürburgring Gesamtsiegerin wurde.